# Добро поле
Вижте пояснителната страница за други значения на Добро поле.
До̀бро по̀ле (на гръцки: Ντόμπρο Πόλε, Ντόμπρο Πόλιε) е високопланинско плато, торфище, в планината Нидже, северната част на Егейска Македония, Гърция. Платото е известно със съглашенския Пробив при Добро поле, започнал на 15 септември 1918 година, който води до капитулацията на България в Първата световна война.

## Местоположение
Платото е разположено в центъра на Нидже, в северозападната част на Мъглен. Има приблизително квадратна форма и на север и запад граничи с държавната граница със Северна Македония. На северозапад е връх Добро поле (Кървеница, Кравица, 1810 m), а на юг е връх Караули (1360 m).

## Етимология
Името е традиционно за българската културна среда за високопланинско пасище и произтича от това, че е равно и с добра паша.

## Описание
Добро поле е субалпийско плато, което представлява особено рядка екосистема, е домакин на много редки видове флора. Представлява активно торфище, най-голямото в Гърция, което се простира на площ от 3000 декара и има периметър от около 5 km. Надморската му височина е 1680 m. Добро поле е плато с влажни ливади с огромен ботанически и фитогеографски интерес. Котловината е със застояла вода със сравнително малка дълбочина, които поради високата влажност и киселинност съдържа слоеве торфен мъх и е покрита с различни редки водни растения. До Добро поле се стига през внушителна девствена букова гора, която свършва малко преди платото. Скалите в района са магмени.

## Флора
Горите, които се простират около платото, са едни от най-красивите в Гърция. Освен доминиращия бук в горите има българска ела, благун, македонски дъб, хвойна, обикновен тис, бял бор, кестен и много рядката за Гърция бяла мура. В района живеят насекомоядното английска росянка (Drosera anglica), българска тинтявка (Gentianella bulgarica), блатна теменуга (Viola palustris), Viola voliotisii, ниска жълтуга (Genista depressa), червено омайниче (Geum coccineum), връшняк (Bruckenthalia spiculifolia), червена медуница (Pulmonaria rubra), беловлакнест равнец (Achillea chrysocoma), трилистен очиболец (Potentilla aurea chrysocraspeda), Ranunculus cacuminis, пелистерски минзухар (Crocus pelistericus), планинска ведрица (Fritillaria montana), петниста тинтява (Gentiana punctata) и редките орхидеи сърцевиден дланокоренник (Dactylorhiza cordigera), бъзов дланокоренник (Dactylorhiza sambucina), бауманов дланокоренник (Dactylorhiza baumanniana), зелен длетоустник (Coeloglossum viride), червен главопрашник (Cephalanthera rubra), фривалдскиева гимнадения (Gymnadenia frivaldii), блатен дремник (Epipactis palustris) и триделна коралка (Corallorhiza trifida).

## Фауна
Орнитофауната, която живее в близост до платото, включва много редки видове. Районът се счита за един от най-важните за малкия египетски лешояд, изчезнал в другите райони на Гърция. От грабливите птици над Добро поле прелитат орел змияр, осояд, мишелов, голям ястреб, късопръст ястреб, малък ястреб, керкенез, далматински сокол, бухал. В горите и скалите има много видове, като рядката лещарка, черен кълвач, голям пъстър кълвач, зелен кълвач, гривяк, полска чучулига, ушата чучулига, пъстър скален дрозд, европейски козодой, горска бъбрица, водна бъбрица, жълтоглаво кралче, горска зидарка, пъстрогуша завирушка, белогуш дрозд, матовоглав синигер, качулат синигер, дългоопашат синигер, сиво каменарче, гарван, градинска овесарка, сивоглава овесарка, жълта овесарка.
От земноводните и влечугите тук живеят алпийски тритон, северен гребенест тритон, саламандри, жълтокоремна бумка, гръцка жаба, горска жаба, ледкият ливаден гущер, стенен гущер, кримски гущер, леопардов смок, медянка, стрелушка, усойници. Поради изолираността си Добро поле е особено важна зона за вълците. Тук живеят още много бозайници като дива котка, сърна, лисица, златка, язовец, невестулка, катерица, обикновен сънливец, горски сънливец, дива свиня. Гъстите големи гори в района, особено на изток, са сред малкото райони в Гърция, където се смята, че все още живеят рисове.